# 8310 Сілос
8310 Сілос (8310 Seelos) — астероїд головного поясу, відкритий 9 серпня 1996 року.
Тіссеранів параметр щодо Юпітера — 3,565.